# Dokter Wagemaker (schip, 1934)
In 1933 besloot Texels Eigen Stoomboot Onderneming (TESO) een nieuwe veerboot te bouwen. Omdat in dat jaar Adriaan Wagemaker, de stichter van TESO, was overleden, werd besloten het schip naar hem te vernoemen. Het schip werd gebouwd op de Rotterdamse vestiging van de scheepswerf Wilton-Fijenoord. In 1934 kwam het stoomschip in dienst. Het ss Dokter Wagemaker heeft in de loop der jaren diverse malen schade opgelopen, met name in de Tweede Wereldoorlog.
In 1952 is het schip op de werf Welgelegen in Harlingen verlengd en 'verdieseld', wat wil zeggen dat de stoommachine vervangen werd door een motor. Sindsdien was het schip Dokter Wagemaker dus een motorschip.
In 1963 werd de boot verkocht aan Rederij Doeksen, die ermee naar Terschelling voer en de boot omdoopte in ms Schellingerland. In 1975 verkocht deze rederij de boot door en uiteindelijk kwam het bij de sloop terecht. Het schip is een van de populairste geweest op het Texelse en Terschellingse veer.

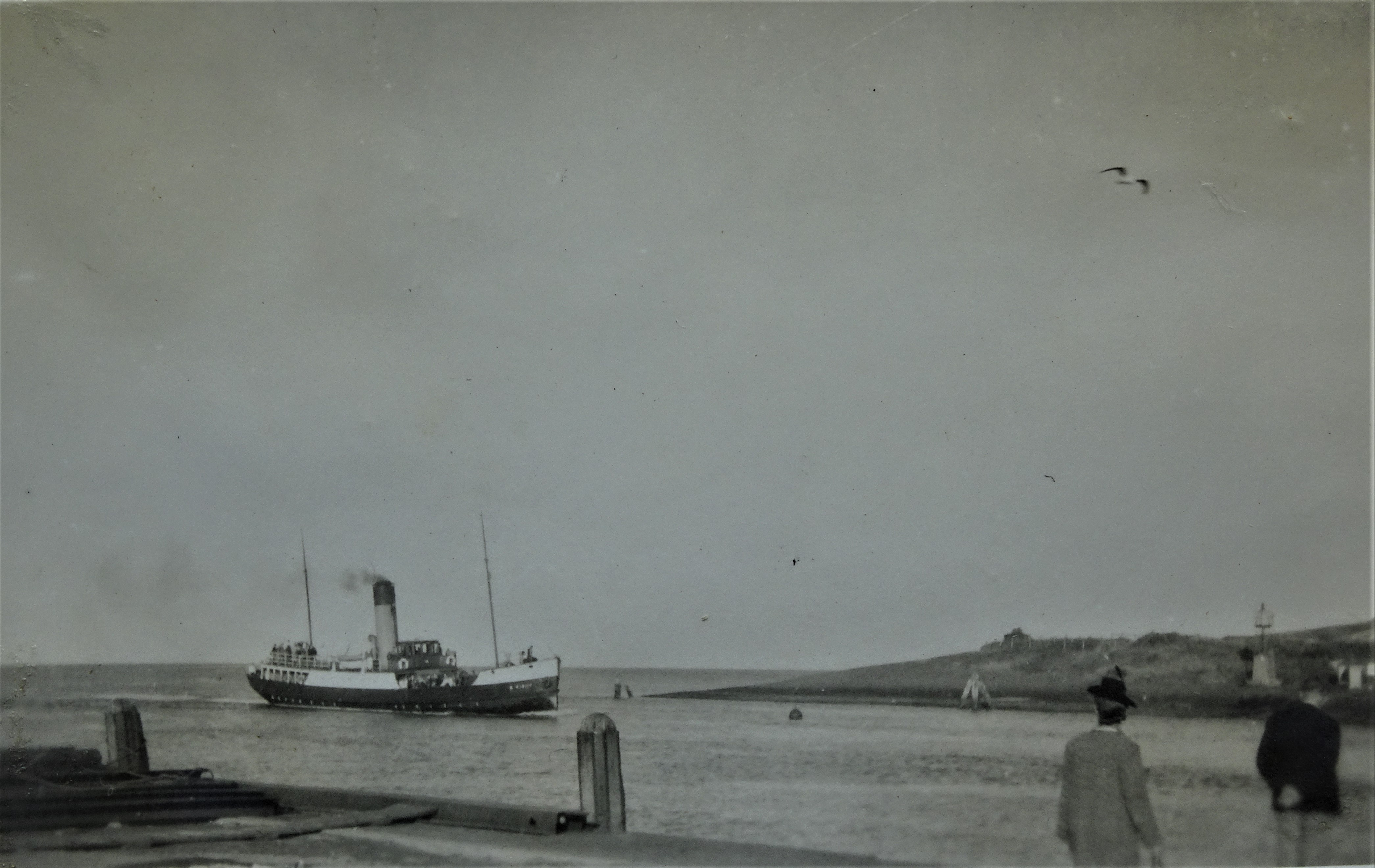
Binnenlopen TESO veerboot 'ss Dokter Wagemaker' (1934) in de haven van 't Horntje, Texel, zomer 1946.